# Pozořice
Pozořice är en köping i Tjeckien.   Den ligger i regionen Södra Mähren, i den östra delen av landet, 200 km sydost om huvudstaden Prag. Pozořice ligger 316 meter över havet och antalet invånare är 2 016.
Terrängen runt Pozořice är platt åt sydost, men åt nordväst är den kuperad. Terrängen runt Pozořice sluttar söderut.Runt Pozořice är det tätbefolkat, med 257 invånare per kvadratkilometer. Närmaste större samhälle är Brno, 13,4 km väster om Pozořice. Trakten runt Pozořice består till största delen av jordbruksmark.